# Brist
Brist – wieś w Chorwacji, w żupanii splicko-dalmatyńskiej, w gminie Gradac. W 2011 roku liczyła 400 mieszkańców.

## Geografia
Brist leży w południowej części Makarskiej Riwiery, na Magistrali Adriatyckiej, między Makarską i Pločami, u podnóża góry Biokovo. Przez całą długość miejscowości ciągnie się żwirowa plaża i ponad-kilometrowy deptak do sąsiedniej Podacy i Gradaca, centrum gminy.

## Historia
Nazwa Brist pochodzi od chorwackiej nazwy wiązu (chor. brijest), a pierwsza o niej wzmianka datuje się na 1571 rok. Choć miasteczko rozciąga się dziś wzdłuż samego wybrzeża, historyczny Brist znajdował się znacznie bliżej Biokowa. Ze starej osady ludność zaczęła przesiedlać się w kierunku dzisiejszego Brista, w końcu XIX wieku. W starej wsi można znaleźć pomniki nagrobne jeszcze z epoki brązu i żelaza, a znany jest również średniowieczny grobowiec, wśród miejscowej ludności zwany tureckim gróbem.
Barokowy kościół św. Małgorzaty z XV stulecia ma apsydę z gotyckim sklepieniem. W apsydzie znajdują się płyty nagrobne rodziny Kačićów. Koło kościoła znajdują się pozostałości starej osady, kamienne domostwa, a w jednym z nich – z otworami strzelniczymi na ścianie – według przekazu, miał urodzić się jeden z najsłynniejszych chorwackich poetów Andrija Kačić Miošić (1704-1760), autor dzieła Razgovor ugodni naroda slovinskoga, najpoczytniejszego utworu chorwackiej literatury, który doczekał się już ponad 60 wydań. W dzisiejszym Briscie również znajduje się kościół św. Małgorzaty, wybudowany w 1870 roku. Przed nim wzniesiono – 30 września 1960 – brązowy pomnik, poświęcony Andriji Kačićowi Miošićowi, dzieło chorwackiego rzeźbiarza Ivana Meštrovicia (1883-1962).